# Floriano Vieira Peixoto
Floriano Vieira Peixoto (Maceió, 30 aprile 1839 – Barra Mansa, 29 giugno 1895) è stato un generale e politico brasiliano.
Fu il primo vicepresidente del Brasile, e presidente dal 23 novembre 1891 al 15 novembre 1894.
Ufficiale dell'esercito imperiale brasiliano, Peixoto partecipò alla guerra della Triplice Alleanza contro il Paraguay (1864-1870), e raggiunse il grado di maresciallo. Il 15 novembre 1889 prese parte al pronunciamento del maresciallo Manoel Deodoro da Fonseca che rovesciò la monarchia. Ministro della Guerra nel governo provvisorio (1889-1891), poi vicepresidente della Repubblica col presidente da Fonseca (1891), gli succedette dopo le sue dimissioni e governò per il resto della legislatura fino al 15 novembre 1894, riuscendo infine a domare completamente l'insurrezione del Rio Grande do Sul (1894). Fu membro della Massoneria